# Urząd Flintbek
Urząd Flintbek (niem. Amt Flintbek) – dawny urząd w Niemczech w kraju związkowym Szlezwik-Holsztyn, w powiecie Rendsburg-Eckernförde. Siedziba urzędu znajdowała się w miejscowości Flintbek.
W skład urzędu wchodziły cztery gminy:
1. Böhnhusen
2. Flintbek
3. Schönhorst
4. Techelsdorf

1 czerwca 2023 urząd połączono z urzędem Molfsee, w wyniku czego powstał nowy urząd Eidertal.